# Lochmorhynchus
Lochmorhynchus is een vliegengeslacht uit de familie van de roofvliegen (Asilidae).

## Soorten
- L. albicans (Carrera & Andretta, 1953)
- L. albinigrus Artigas, 1981
- L. albispinosus (Macquart, 1850)
- L. borrori Artigas, 1970
- L. cribratus (Hull, 1962)
- L. chilechicoensis (Artigas, 1970)
- L. griseus (Guérin-Méneville, 1831)
- L. leoninus Artigas, 1970
- L. longiterebratus (Macquart, 1850)
- L. mucidus (Walker, 1837)
- L. patagoniensis (Macquart, 1850)
- L. puntarenensis Artigas, 1970
- L. senectus (Wulp, 1882)
- L. tumbrensis (Artigas, 1970)